# 한국사진문화재단
한국사진문화재단은 한국사진사의 유산을 계승하고 전문인력을 양성하여 사진문화  발전에 기여할 목적으로 1999년 6월 10일 설립된 문화체육관광부 소관의 재단법인이다. 사무실은 서울특별시 서대문구 홍은3동 산26-155에 있다.

## 주요 사업
- 한국사진문화센터 건립, 운영
- 사진영상아카데미 운영
- 사진영상 정보센터 운영
- 사진영상자료 DB구축